# El hijo zurdo
El hijo zurdo es una miniserie de televisión por internet española de drama y thriller creada, escrita y codirigida por Rafael Cobos para Movistar Plus+, basada en la novela homónima de Rosario Izquierdo. Está protagonizada por María León, Hugo Welzel, Alberto Ruano, Tamara Casellas, Numa Paredes, Marisol Membrillo, Susana Córdoba y Germán Rueda. El estreno mundial fue en el festival de Canneseries, el 18 de abril de 2023, y se estrenó en España en Movistar Plus+ y su cadena de pago principal, 0 por M+, el 27 de abril de 2023.

## Trama
Lola (María León), una madre de clase acomodada, ve cómo su hijo menor, Lorenzo (Hugo Welzel), se adentra en el grupo neonazi de los Cabeza Rapada. Después de enterarse de que Lorenzo le ha pegado una paliza a un chico marroquí, Lola recurre a la ayuda de Maru (Tamara Casellas), una mujer de clase más baja que se encuentra en su misma situación, para poder entender y recuperar a su hijo.

## Reparto

### Principal
- María León como Lola Izquierdo
- Hugo Welzel como Lorenzo Gómez Frías
- Alberto Ruano como Rodrigo Gómez Frías
- Tamara Casellas como Maru
- Numa Paredes como Inés
- Marisol Membrillo como madre de Lola
- Susana Córdoba como Juana
- Germán Rueda como "El Loco"

## Capítulos
| N.º | Título                | Dirigido por  | Escrito por  | Fecha de lanzamiento original |
| --- | --------------------- | ------------- | ------------ | ----------------------------- |
| 1   | «Tal astilla»         | Rafael Cobos  | Rafael Cobos | 27 de abril de 2023           |
| 2   | «La playa»            | Rafael Cobos  | Rafael Cobos | 27 de abril de 2023           |
| 3   | «Las llaves de casa»  | Paco R. Baños | Rafael Cobos | 27 de abril de 2023           |
| 4   | «Lo mejor para todos» | Paco R. Baños | Rafael Cobos | 27 de abril de 2023           |
| 5   | «Poco a poco»         | Paco R. Baños | Rafael Cobos | 27 de abril de 2023           |
| 6   | «El hijo zurdo»       | Paco R. Baños | Rafael Cobos | 27 de abril de 2023           |

## Producción
El 13 de julio de 2022, Movistar Plus+ anunció que Rafael Cobos había creado y escrito para la plataforma una adaptación a televisión de la novela El hijo zurdo de Rosario Izquierdo, de la cual él también debutaría como director dirigiendo los dos primeros capítulos. María León, Tamara Casellas, Hugo Welzel, Germán Rueda y Numa Paredes fueron confirmados como parte del elenco principal. El rodaje de la serie comenzó el 18 de julio de 2022 en Sevilla.

## Lanzamiento
En febrero de 2023, Movistar Plus+ lanzó el primer teaser trailer de la serie. El 13 de marzo de 2023, la plataforma sacó el primer póster de la serie y desveló que se estrenaría el 27 de abril de 2023. El 3 de abril de 2023, el tráiler final fue lanzado. A finales de marzo de 2023, se desveló que la serie se estrenaría de forma mundial en el festival de Canneseries el 18 de abril de 2023, siendo la cuarta serie de Movistar Plus+ en estrenarse en el festival después de Félix, Vida perfecta y El inmortal.
Ha recibido el premio a Mejor Miniserie en la sección Short Form de Canneseries en 2023.

## Reconocimientos
| Año  | Premiación   | Categoría                                                              | Nominado(s)                                                                          | Resultado | Ref.  |
| ---- | ------------ | ---------------------------------------------------------------------- | ------------------------------------------------------------------------------------ | --------- | ----- |
| 2023 | Premio Produ | Mejor miniserie                                                        | El hijo zurdo                                                                        | Ganadora  | [ 9 ] |
| 2023 | Premio Produ | Mejor actriz principal - Serie y miniserie dramática                   | María León                                                                           | Nominado  | [ 9 ] |
| 2023 | Premio Produ | Mejor actriz de reparto - Serie y miniserie                            | Tamara Casellas                                                                      | Nominado  | [ 9 ] |
| 2023 | Premio Produ | Mejor dirección - Serie y miniserie comedia, comedia dramática y drama | Rafael Cobos y Paco R. Baños                                                         | Nominado  | [ 9 ] |
| 2023 | Premio Produ | Mejor productor de ficción - Serie y miniserie                         | Domingo Corral, Fran Araújo, José Antonio Félez, Alberto Félez y Cristina Sutherland | Nominado  | [ 9 ] |
| 2023 | Premio Produ | Mejor guion - Serie y miniserie                                        | Rafael Cobos                                                                         | Nominado  | [ 9 ] |
| 2023 | Premio Produ | Mejor compositor musical                                               | Julio de la Rosa                                                                     | Ganadora  | [ 9 ] |